# Табер, Анатолий Маркович
Анатолий Маркович Табер (1939? — 15.12.2020) — российский учёный, доктор химических наук, профессор, лауреат премии имени С. В. Лебедева АН СССР (1987).
Окончил аспирантуру и в 1960-е гг. работал в Институте органической химии АН СССР им. Н. Д. Зелинского, г. Москва
Затем до 1987 года — в Институте высоких температур АН СССР, последняя должность — зав. лабораторией по производству аллена.
В 1987—1993 гг. старший научный сотрудник ВНИИ витаминов (ВНИИВ, г. Москва), руководил разработкой технологий производства аскорбиновой кислоты с длительным сроком хранения.
В 1999—2009 гг. директор ОАО «Альфа Сити-полис».
Доктор химических наук, профессор.
Лауреат премии им. С. В. Лебедева АН СССР (1987, в составе авторского коллектива) — за работу «Олигомеризация и полимеризация алленовых углеводородов на металлокомплексных катализаторах».
Сочинения:
- Аллен [Текст] / А. М. Табер, И. В. Калечиц. — Москва : Химия, 1975. — 125 с. : граф.; 21 см.
- Алленовые углеводороды: получение, свойства, применение / А. М. Табер, Е. А. Мушина, Б. А. Кренцель; Институт нефтехимического синтеза им. А.В. Топчиева АН СССР. - М. : Наука , 1987. - 205 с. : ил.
- Нефть — прошлое, настоящее, будущее : Кн. для внеклас. чтения учащихся 10-х кл. сред. шк. / А. М. Табер. — Москва : Просвещение, 1987. — 124,[3] с. : ил.; 20 см.
- Н. Д. Зелинский: Кн. для учащихся / М. М. Андрусев, А. М. Табер. — Москва : Просвещение, 1984. — 79 с.; 21 см. — (Люди науки).

Список публикаций https://scholar.google.com/scholar?start=70&q=author:%22%D0%B0+%D0%BC+%D1%82%D0%B0%D0%B1%D0%B5%D1%80%22+OR+author:%22a+m+taber%22&hl=ru&as_sdt=0,5